# My First Kiss
«My First Kiss» —en español: «Mi primer beso»— es el primer sencillo del grupo electrónico, 3OH!3 de su segundo álbum, Streets Of Gold. La canción tiene la participación Ke$ha y fue lanzado digitalmente el 4 de mayo de 2010.

## Antecedentes y estructura
La canción fue estrenada en vivo el 27 de marzo de 2010 en uno de sus conciertos en el Avalon de Hollywood. Posteriormente, "My First Kiss" se escuchó por primera vez el 3 de mayo de 2010 y al día siguiente fue lanzada a la venta digitalmente.
"My First Kiss" es una canción electropop con influencias de powerpop y electro de esta manera la canción se desvía lejos de su electropop y hip hop. La canción cuenta con un estribillo y sonidos que imitan a unos besos entre los versos. La letra de la canción está basada sobre la experiencia del primer beso.

## Vídeo musical
El video musical de "My First Kiss" fue filmado por Isaac Ravishankara durante la semana del 9 de mayo de 2010 en Nueva York. En el vídeo se muestra, como sugiere el título de la canción, besos y labios por donde quiera y aprovechando esto para hacer las transiciones y darle forma al vídeo.
El tema musical fue usado en la serie de animadoras del canal estadounidense CW, Hellcats, protagonizada por Ashley Tisdale y Aly Michalka. La banda también realizará un cameo en dicha serie y en donde interpretaron la canción junto a Ashley Tisdale.

## Posicionamiento
| Listas (2010)             | Posición más alta |
| ------------------------- | ----------------- |
| Australian Singles Chart  | 13                |
| Canadian Hot 100          | 7                 |
| European Hot 100          | 9                 |
| Irish Singles Chart       | 12                |
| New Zealand Singles Chart | 15                |
| UK Singles Chart          | 7                 |
| U.S. Billboard Hot 100    | 9                 |